# 西武ぶしニュータウン
西武ぶしニュータウン（せいぶぶしニュータウン）とは、埼玉県入間市新光と同市野田にまたがる一帯にある、西武グループが開発したニュータウンである。
ニュータウンを東西に分断するかのように、中心部に飯能狭山バイパス（国道299号）が南北に通っている（ニュータウンには直接接続していない）。交通は西武池袋線仏子駅からのバスを利用する。

## 交通

### 路線バス
- 西武バス狭山営業所
  - 西武池袋線仏子駅より「西武ぶしニュータウン」行きバス
    - 西武ぶしニュータウン入口 - ぶしニュータウン南 - 新光中央公園 - ニュータウン北 - 西武ぶしニュータウン下車

### 道路
- 飯能狭山バイパス（国道299号） - 前述の通り通過しているものの、ニュータウンには直接接続していない。
- 首都圏中央連絡自動車道 - ニュータウンの付近を通っているが飯能狭山バイパス同様、直接接続していない。徒歩5分ほどの所に狭山パーキングエリアがある。

## 歴史
- 1983年（昭和58年）7月 - 西武不動産により分譲開始。

## 周辺の施設等
- 埼玉西部消防局入間消防署西武分署
- 西武地区体育館
- 新光工業地域
- ローソン・スリーエフ入間新光店
- セブン-イレブン入間新光店
- 飯能ゴルフクラブ
- 武蔵カントリークラブ笹井コース